# Nicolás Capogrosso
Nicolás Capogrosso (* 15. Januar 1995 in Rosario) ist ein argentinischer Beachvolleyballspieler.

## Karriere
Capogrosso spielte 2014 auf der kontinentalen Turnierserie einmal mit Pablo Bianchi und dann mit Ian Mehamed. Mit Mehamed absolvierte er bei den Paraná Open auch sein erstes Turnier der FIVB World Tour und wurde dabei gleich Fünfter. Anfang 2015 spielte er zunächst zwei kontinentale Turniere mit Santiago Aulisi und kam dabei ebenso regelmäßig unter die besten Fünf wie danach wieder mit Mehamed. Bei ihrem ersten Grand Slam in Sankt Petersburg belegten Capogrosso/Mehamed den 25. Platz. Anschließend erreichten sie bei den Panamerikanischen Spielen in Toronto den sechsten Rang. Sie beendeten das Jahr mit einem fünften und einem 17. Platz bei den Open-Turnieren in Rio de Janeiro und Puerto Vallarta. 2016 wurden sie bei den CSV-Turnieren regelmäßig mindestens Fünfte. Auf der World Tour schieden sie hingegen bei den Maceió Open und dem Grand Slam in Rio de Janeiro früh aus. Später schlossen sie die Open-Turniere in Fortaleza und Cincinnati jeweils auf dem 17. Platz ab.
Von 2017 bis 2021 bildete Capogrosso ein Duo mit Julián Amado Azaad. In der südamerikanischen Serie gelangen Capogrosso/Azaad ein Turniersieg in Lima und weitere Top-5-Ergebnisse. Auf der World Tour 2017 kamen sie bei den Drei-Sterne-Turnieren in Moskau und Den Haag sowie den Fünf-Sterne-Turnieren in Poreč und Gstaad nicht über zweistellige Ergebnisse hinaus. Über die CSV-Vorentscheidung qualifizierten sie sich für die Weltmeisterschaft 2017 in Wien. 2019 nahmen sie erneut an der Weltmeisterschaft und 2021 an den Olympischen Spielen teil.
Ein Jahr später bildeten Nicolás und sein Bruder Tomas Capogrosso ein neues Beachpaar. Die beiden starteten bei der WM in Rom und unterlagen in ihrem Auftaktmatch den Brasilianern Bruno Schmidt / Saymon Barbosa. Auch ihre zweite Begegnung gegen die Italiener Adrian Carambula / Enrico Rossi ging verloren. Im entscheidenden Spiel um den dritten Gruppenplatz konnten sie jedoch ihre gambischen Rivalen Sainey Jawo / Babucarr Jarra in zwei Sätzen bezwingen. In der folgenden Lucky-Loser-Runde besiegte das chilenische Brüderpaar Esteban und Marco Grimalt die argentinischen Brüder, sodass sie in der Abschlusstabelle der Weltmeisterschaft den 33. Rang belegten. Bei den folgenden Veranstaltungen wurden sie beim Elite16 in Gstaad Siebzehnte und bei den Challenge Events in Espinho und Agadir jeweils Neunte. Bei zwei Challenge-Turnieren im Oktober in Dubai erreichten sie die Plätze neun und zwei. Anschließend erkämpften sie mit der Achtelfinalteilnahme in Uberlândia ihr bis einschließlich Juli 2024 bestes jemals erzieltes Resultat bei einem Elite16. 2023 belegten sie bei zwei Challenge-Turnieren den geteilten neunten Rang. Sie überstanden als Gruppenzweite die Poolphase bei der WM und belegten so im Endklassement den geteilten siebzehnten Rang.
Beim Challenge in Stare Jabłonki erkämpften sie 2024 mit dem Einzug ins Halbfinale ihren bis zu diesem Zeitpunkt zweitgrößten Erfolg bei der Pro Tour. Nach dem Turnier in Ostrava, bei dem sie in der Qualifikation scheiterten,  brachten die folgenden Events weitere Steigerungen für die Brüder. So standen sie in Hamburg zum ersten Mal bei einem Elite16 im Viertelfinale, in João Pessoa reichte es sogar für die Vorschlussrunde. Das absolute Highlight ihrer Karriere bis zu diesem Zeitpunkt gelang ihnen jedoch in Rio de Janeiro, als sie die Poolphase ungeschlagen als Gruppenerster überstanden. Im Viertelfinale besiegten sie anschließend die Norweger Hendrik Mol / Mathias Berntsen und im Halbfinale bezwangen sie die amtierenden Europameister Mārtiņš Pļaviņš / Kristiāns Fokerots, die zuvor die Weltranglistenersten Åhman / Hellvig aus Schweden eliminiert hatten. Im Finale hatten die Argentinier mehrere Matchbälle im zweiten Satz, verloren jedoch mit 24:22, 28:30 und 13:15 gegen die britischen Zwillinge Joaquin und Javier Bello, für die das Erreichen des Endspiels ebenfalls ihr bestes Resultat bis zu diesem Zeitpunkt war.
Auf der World Pro Tour 2025 erreichten die Capogrossos beim ersten Elite16-Turnier im mexikanischen Quintana Roo erneut den zweiten Platz.

## Privates
Tomas Capogrosso ist Beachpartner und gleichzeitig jüngerer Bruder von Nicolás.